# Пет'яльське сільське поселення
Пет'я́льське сільське поселення (рос. Петъяльское сельское поселение) — муніципальне утворення у складі Волзького району Марій Ел, Росія. Адміністративний центр — присілок Пет'ял.

## Історія
Станом на 2002 рік існували Карайська сільська рада (присілки великий Олик'ял, Інеримбал, Карай, Мала Сосновка, Мале Іваново, Нагорино), Пет'яльська сільська рада (присілки Велика Сосновка, Кожласола, Кусола, Нижній Аз'ял, Памашенер, Паражбеляк, Пет'ял, Тошнер, Ярамор, хутір Верхньо-Аз'яльський) та Учейкінська сільська рада (присілки Верхній Аз'ял, Данилкино, Малий Олик'ял, Пінжан-Кукмор, Учейкіно, Чапейкіно). Пізніше присілки Кусола, Памашенер, Паражбеляк та хутір Верхньо-Аз'яльський були передані до складу Сотнурського сільського поселення.

## Населення
Населення — 3910 осіб (2019, 4513 у 2010, 4460 у 2002).

## Склад
До складу поселення входять такі населені пункти:
| Населений пункт           | Населення, осіб (2002) | Населення, осіб (2010) |
| ------------------------- | ---------------------- | ---------------------- |
| Велика Сосновка, присілок | 286                    | 296                    |
| Великий Олик'ял, присілок | 69                     | 99                     |
| Верхній Аз'ял, присілок   | 219                    | 195                    |
| Данилкино, присілок       | 126                    | 97                     |
| Інеримбал, присілок       | 283                    | 275                    |
| Карай, присілок           | 722                    | 766                    |
| Кожласола, присілок       | 80                     | 83                     |
| Мала Сосновка, присілок   | 71                     | 82                     |
| Мале Іваново, присілок    | 142                    | 121                    |
| Малий Олик'ял, присілок   | 9                      | 9                      |
| Нагорино, присілок        | 99                     | 92                     |
| Нижній Аз'ял, присілок    | 294                    | 314                    |
| Пет'ял, присілок          | 732                    | 829                    |
| Пінжан-Кукмор, присілок   | 154                    | 110                    |
| Тошнер, присілок          | 179                    | 167                    |
| Учейкіно, присілок        | 318                    | 291                    |
| Чапейкіно, присілок       | 108                    | 106                    |
| Ярамор, присілок          | 515                    | 584                    |